# شرق إسبانيا

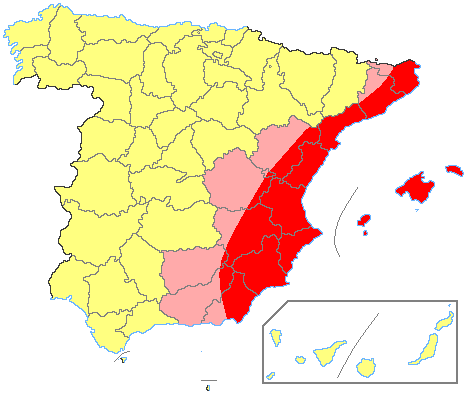
شرق إسبانيا (باللون الأحمر).

شرق إسبانيا (بالإسبانية: Levante español)‏ أو ليفانتي الإسبانية هي أراضي إسبانيا القريبة من ساحل البحر الأبيض المتوسط.

## المنطقة
يشمل شرق إسبانيا أراضي كاتالونيا (باستثناء مقاطعة لاردة) وجزر البليار ومنطقة بلنسية ومنطقة مرسية والنصف الشرقي من مقاطعة المرية - وهي منطقة تمتد من عاصمتها ألمرية حتى إقليم مرسية - وأقصى الطرف الشرقي لمقاطعة غرناطة ومنطقة قشتالة والمنشف (النصف الشرقي من مقاطعة البسيط بما في ذلك عاصمتها البسيط وأقصى شرق مقاطعة قونكة) وأراغون (الطرف الشرقي من مقاطعة طرويل).
لا يوجد حاليًا أي كيان أو إقليم أو إدارة سياسية موحدة لتلك المنطقة أو تتعامل معها. على الرغم من أن ما هو حقيقي ويمكن التحقق منه، من وجهة نظر أسماء المواقع الجغرافية الرسمية، هو أن المنطقة الوحيدة المعروفة باسم ليفانتي هي الموجودة في مقاطعة المرية من كابو دي غاتا إلى بولباي.
وفقًا للأكاديمية الملكية الإسبانية، فإن مصطلح ليفانتي يشير إلى: «الاسم العام لمناطق البحر الأبيض المتوسط في إسبانيا، وخاصة تلك المقابلة لملوك الطوائف القديمة لمرسية وبلنسية».
يستخدم المصطلح للإشارة إلى بعض الجوانب الشائعة في هذه المنطقة من إسبانيا، سواء كانت اجتماعية أو أرصاد جوية أو من أي نوع آخر.

## التاريخ

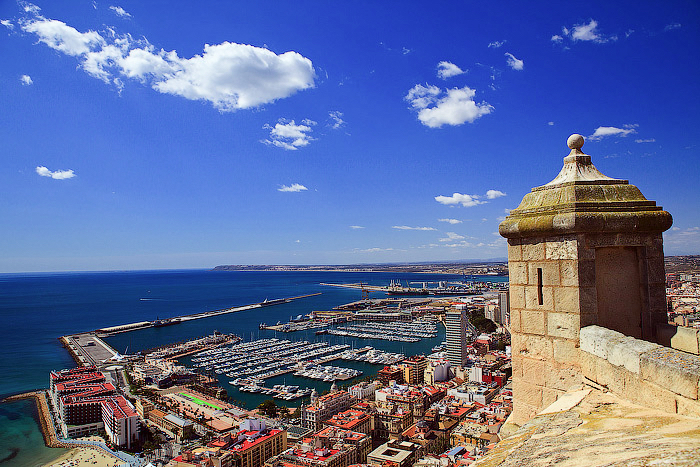
أليكانتي, إحدى أهم مدن شرق إسبانيا

ظهر مصطلح شرق إسبانيا أو ليفانتي لتصنيف بعض المناطق في مقاطعتي الميرية ومرسية الحاليتين، التي شوهدت من منظور مدينة إشبيلية، عندما كانت هذه المدينة مركز جذب للاقتصاد الأسباني. والسبب هو أن الشمس تشرق من المشرق، وبالتالي سميت بالشرق، بالطريقة نفسها التي تغرب فيها في الغرب وإليها يعزى مصطلح رياح بونينت. لذلك لا يزال في بعض الأماكن في الأندلس يستخدم "levantisco" الوثني للإشارة إلى ألمرية.
في تقرير صدر سنة 1996 لمجلس ثقافة بلنسية - وهو هيئة استشارية في الشؤون الثقافية لمجلس كورتيز بلنسية - يتحدث فيه عن إزعاج مصطلح «ليفانتي» للإشارة إلى إقليم مجتمع بلنسية الحالي، مملكة بلنسية السابقة. يجادل هذا التقرير أنه لفترة من الزمن، بالفعل في القرن العشرين تم إنشاء هذا الاسم لاسترضاء شخصية بلنسية وتجنب الحركات القومية، كما كان الحال في مناطق أخرى. في هذا الصدد، يستشهد التقرير جوان فوستر وهو شخصية أساسية في القومية بلنسية والأيديولوجية في ما يسمى بالبلاد الكاتالونية، الذي ذكرها في كتابه: نحن البلنسيون «Nosaltres els Valencians» سنة 1962 وقال أنه يمقت هذا الشيء.

## أعلام
- بارتولومي فيرير